# السلامة (حلب)
السلامة قرية سوريّة تتبع إداريّاً لمحافظة حلب، منطقة أعزاز، ناحية مركز أعزاز، بلغ تعداد سكانها 1,408 نسمة حسب التعداد السكاني لعام 2004. تقع على بعد حوالي 45 كم شمال مدينة حلب، ويوجد قربها معبر حدودي مع تركيا يحمل اسمها.